# Polydrusus viridicinctus
Polydrusus viridicinctus — вид долгоносиков-скосарей из подсемейства Entiminae.

## Описание
Жук длиной 3-4 мм. Тело жука блестящее, почти голое. Только на боках груди и на надкрыльях есть зелёные чешуйки, которые в этих местах сгруппированы в пятна. Голова широкая, с глубокой продольной бороздкой. Усики и ноги жёлтого цвета.